# Elecciones federales de 2024 en Baja California Sur
Las elecciones federales de México de 2024 en Baja California Sur se llevarán a cabo el domingo 6 de junio de ese año, y en ellas se renovaran los siguientes cargos de elección popular:
- 2 diputados federales. Miembros de la cámara baja del Congreso de la Unión. Dos elegidos por mayoría simple. Todos ellos electos para un periodo de tres años a partir del 1 de septiembre de 2024 con la posibilidad de reelección por hasta tres periodos adicionales.
- 3 senadores: Miembros de la cámara alta del Congreso de la Unión. 2 electos por mayoría relativa en fórmula y 1 por primera minoría, con la posibilidad de reelección al cargo para un periodo posterior inmediato.

## Organización

### Partidos Políticos
Los partidos políticos que participarán en esta elección son los 7 que cuentan con registro ante el INE; no participan los partidos políticos locales.

## Encuestas

### Senado de la República

#### Por partido político
| Encuestadora   | Fecha de elaboración     | Muestra | Margen de error |       |       |       |       |       |       |      | Otros | Ninguno/ No sabe |
| -------------- | ------------------------ | ------- | --------------- | ----- | ----- | ----- | ----- | ----- | ----- | ---- | ----- | ---------------- |
| Encuestadora   | Fecha de elaboración     | Muestra | Margen de error |       |       |       |       |       |       |      | Otros | Ninguno/ No sabe |
| Rubrum         | 17 de enero de 2023      | 1000    | +/- 3.8%        | 28.5% | 6.8%  | -     | 43.2% | -     | 2.7%  | 4.6% | -     | 14.2%            |
| Massive Caller | 2 de febrero de 2023     | 1000    | +/- 3.4%        | 29.4% | 29.4% | 29.4% | 48.6% | 48.6% | 48.6% | -    | 9.5%  | 12.5%            |
| Rubrum         | 14 de febrero de 2023    | 1000    | +/- 3.8%        | 28.2% | 5.9%  | -     | 45.7% | -     | 1.8%  | 4.5% | -     | 13.9%            |
| Rubrum         | 1 de marzo de 2023       | 1000    | +/- 3.8%        | 32.0% | 5.2%  | -     | 42.5% | -     | 2.1%  | 5.0% | -     | 13.2%            |
| Massive Caller | 2 de marzo de 2023       | 1000    | +/- 3.4%        | 30.5% | 30.5% | 30.5% | 46.5% | 46.5% | 46.5% | -    | 7.7%  | 15.3%            |
| Massive Caller | 2 de abril de 2023       | 1000    | +/- 3.4%        | 28.6% | 28.6% | 28.6% | 49.3% | 49.3% | 49.3% | -    | 8.9%  | 13.2%            |
| Rubrum         | 13 de abril de 2023      | 1000    | +/- 3.8%        | 28.7% | 6.1%  | -     | 44.1% | -     | 2.9%  | 3.5% | -     | 14.7%            |
| Massive Caller | 2 de mayo de 2023        | 1000    | +/- 3.4%        | 26.6% | 26.6% | 26.6% | 51.5% | 51.5% | 51.5% | -    | 7.5%  | 14.4%            |
| Rubrum         | 10 de mayo de 2023       | 1000    | +/- 3.8%        | 32.2% | 5.3%  | -     | 43.1% | -     | 1.7%  | 2.8% | -     | 14.9%            |
| Massive Caller | 2 de junio de 2023       | 1000    | +/- 3.4%        | 29.1% | 29.1% | 29.1% | 48.6% | 48.6% | 48.6% | -    | 9.3%  | 14.4%            |
| Rubrum         | 7 de junio de 2023       | 1000    | +/- 3.8%        | 30.8% | 5.5%  | -     | 43.9% | -     | 2.2%  | 3.2% | -     | 14.4%            |
| Massive Caller | 2 de julio de 2023       | 1000    | +/- 3.4%        | 27.1% | 27.1% | 27.1% | 50.6% | 50.6% | 50.6% | -    | 8.2%  | 14.1%            |
| Rubrum         | 5 de julio de 2023       | 1000    | +/- 3.8%        | 28.1% | 6.5%  | -     | 45.2% | -     | 2.4%  | 3.7% | -     | 14.1%            |
| Rubrum         | 1 de agosto de 2023      | 1000    | +/- 3.8%        | 29.7% | 6.1%  | -     | 44.2% | -     | 2.1%  | 4.1% | -     | 13.8%            |
| Massive Caller | 2 de agosto de 2023      | 1000    | +/- 3.4%        | 28.7% | 28.7% | 28.7% | 52.8% | 52.8% | 52.8% | -    | 6.4%  | 12.1%            |
| Rubrum         | 30 de agosto de 2023     | 1000    | +/- 3.8%        | 33.3% | 33.3% | 33.3% | 47.5% | 47.5% | 2.9%  | 3.7% | -     | 12.6%            |
| Massive Caller | 2 de septiembre de 2023  | 1000    | +/- 3.4%        | 27.5% | 27.5% | 27.5% | 51.2% | 51.2% | 51.2% | -    | 7.6%  | 13.7%            |
| Rubrum         | 18 de septiembre de 2023 | 1000    | +/- 3.8%        | 35.9% | 35.9% | 35.9% | 48.1% | 48.1% | 48.1% | 3.9% | -     | 12.1%            |
| Massive Caller | 2 de octubre de 2023     | 1000    | +/- 3.4%        | 25.8% | 25.8% | 25.8% | 52.7% | 52.7% | 52.7% | -    | 8.9%  | 12.6%            |
| Rubrum         | 7-8 de octubre de 2023   | 1000    | +/- 3.8%        | 36.0% | 36.0% | 36.0% | 50.0% | 50.0% | 50.0% | 3.6% | -     | 10.4%            |
| Massive Caller | 16 de octubre de 2023    | 1000    | +/- 3.4%        | 28.6% | 28.6% | 28.6% | 50.3% | 50.3% | 50.3% | -    | 7.5%  | 13.6%            |

## Resultados

### Diputados federales
| Partido                               | Partido                              | Coalición                 | Por Partido               | Por Partido               | Por candidatura | Por candidatura | Escaños |
| Partido                               | Partido                              | Coalición                 | Votos                     | Porcentaje                | Votos           | Porcentaje      | Escaños |
| ------------------------------------- | ------------------------------------ | ------------------------- | ------------------------- | ------------------------- | --------------- | --------------- | ------- |
|                                       | Movimiento Regeneración Nacional     |                           |                           |                           |                 |                 |         |
|                                       | Partido del Trabajo                  |                           |                           |                           |                 |                 |         |
|                                       | Partido Verde Ecologista de México   |                           |                           |                           |                 |                 |         |
|                                       | Partido Acción Nacional              |                           |                           |                           |                 |                 |         |
|                                       | Partido Revolucionario Institucional |                           |                           |                           |                 |                 |         |
|                                       | Partido de la Revolución Democrática |                           |                           |                           |                 |                 |         |
|                                       | Movimiento Ciudadano                 |                           |                           |                           |                 |                 |         |
| Candidatos no registrados             | Candidatos no registrados            | Candidatos no registrados | Candidatos no registrados | Candidatos no registrados |                 |                 | -       |
| Votos válidos                         |                                      |                           |                           |                           |                 |                 | -       |
| Votos nulos                           |                                      |                           |                           |                           |                 |                 | -       |
| Total                                 |                                      |                           |                           |                           |                 |                 |         |
| Registrados/Participación             |                                      |                           |                           |                           |                 |                 |         |
| Fuente: Instituto Nacional Electoral. |                                      |                           |                           |                           |                 |                 |         |